# Megalomus tineoides
Megalomus tineoides är en insektsart som beskrevs av Jules Pièrre Rambur 1842. Megalomus tineoides ingår i släktet Megalomus och familjen florsländor. Inga underarter finns listade i Catalogue of Life.